# کانن پاورشات اس ۱۰۰
کانن پاورشات اس ۱۰۰ (به انگلیسی: Canon PowerShot S100) دوربین عکاسی دیجیتال نیمه حرفه‌ای پیشرفته از شرکت کانن می‌باشد. کانن اس ۱۰۰ در مورخه ۲۴ شهریور سال نود توسط شرکت کانن معرفی گردید و هم‌اکنون در بازار کشور ایران نیز عرضه می‌شود . این دوربین دارای سنسور CMOS با قدرت دوازده مگاپیکسل می‌باشد  . از ویژگی‌های جالب این ، دوربین عکاسی غیر فشرده و خام و سنسور بزرگتر از دوربین‌های معمولی و داشتن جی پی اس می‌باشد  .

## مشخصات کلی
- مشخصات حسگر و پرونده: حسگر CMOS با کیفیت ۱۲ مگاپیکسل - تکنولوژی تشخیص چهره
- فیلم: ضبط ویدئویی با کیفیت اچ دی با سرعت ۲۴ فریم بر ثانیه
- لنز: بزرگنمایی اپتیکال پنج برابر - زوم اپتیکال در حین فیلمبرداری
- فلاش: داخلی (Pop-Up) با برد ۷ متر
- سرعت شاتر: از ۱/۲۰۰۰ ثانیه تا پانزده ثانیه
- سرعت عکاسی پیاپی: ۲٫۲ فریم بر ثانیه
- حساسیت سنسور یا ISO: ایزو اتوماتیک و ۱۰۰ و ۲۰۰ و ۴۰۰ و ۸۰۰ و ۱۶۰۰ تا ۶۴۰۰
- صفحه نمایش: سه اینچ
- کارت حافظه: SD/SDHC/SDXC
- باتری: لیتیوم